# Villanovilla
Villanovilla ist ein spanischer Ort in den Pyrenäen in der Provinz Huesca der Autonomen Gemeinschaft Aragonien. Villanovilla ist ein Ortsteil der Gemeinde Jaca. Das Dorf mit elf Einwohnern im Jahr 2015 liegt auf 980 Meter Höhe im Valle de la Garcipollera.

## Sehenswürdigkeiten
- Kirche aus dem 18. Jahrhundert mit Teilen der romanischen Vorgängerkirche